# Дворец Друцких-Любецких (Щучин)
Дворец Друцких-Любецких (бел. Палац Друцкіх-Любецкіх) — памятник архитектуры неоклассицизма в городе Щучине Гродненской области Беларуси. Историко-культурная ценность республиканского значения. Дворец находится в северной части города, на месте бывшего панского поместья, территория которого после Великой Отечественной войны была отдана под военный городок и довольно плотно застроена.

## История
Первый дворец построен во второй половине XVIII века по проекту архитектора де Фленерса на северной окраине города Щучина, в парке регулярной планировки (садовод С. Юндзилл). Принадлежал подскарбию литовскому Щуку, с начала XIX века был владением князей Друцких-Любецких.
Дворец спроектирован в 1892 — 1895 годах по заказу князя Владислава Друцкого-Любецкого (1864—1913) виленским архитектором Тадеушем Ростворовским (1860—1928) и был мало связан с предыдущим дворцово-парковым комплексом XVIII века. Из-за болезни князя строительство шло очень медленно. После его смерти в 1913 году семья была не готова продолжать строительство и отделку интерьеров. Например, до начала Первой мировой войны так и не были сделаны балконные ограждения. Во время войны дворец в Щучине почти не пострадал.
Около 1921 года с военной службы во дворец возвращается последний владелец Щучина князь Ян Владиславович Друцкий-Любецкий (1898—1990), однако в послевоенной разрухе 1921—1925 годов дворец не был достроен и отделан.
В здании в советское время располагалось административное учреждение. Памятник находился в относительно удовлетворительном состоянии, сохранение его фасадных деталей давало возможность в относительно короткое время его восстановить. В XXI веке велись реставрационные работы, и в сентябре 2015 года в День белорусской письменности обновлённый дворец Друцких-Любецких был открыт для посетителей. С этого времени и по сегодняшний день в здании располагается ГУО «Щучинский дворец творчества детей и молодёжи».

## Архитектура
Дворец представляет собой каменную двухэтажную резиденцию в стиле петербургского неоклассицизма конца XIX века, с отдельными элементами эклектизма.
Двухэтажный каменный дворец стоит на высоком цоколе. Прямоугольное в плане здание имеет симметричную композицию. Из общего объёма легко вычленяются со стороны главного фасада три взаимосвязанных объёма. Центральный объём, отодвинут слегка внутрь, образуя таким образом мансарду, решенную в виде лоджии с двумя ионическими колоннами, по бокам — двухэтажные объёмы, раскрапированные пилястрами. Крыша плоская, покрытая жестью. Фасады по периметру завершены развитым карнизом, который украшала сильно профилированная лепнина, и парапетом с аттиком в центре. Прямоугольные оконные проёмы отделаны сандриками, ко входу ведёт широкая лестница.
Планировка дворца коридорная, имеет нерегулярный характер. Жилые помещения в основном группировались вдоль главного фасада и двух боковых, а с паркового фасада располагались парадные помещения.

## Интерьер
Интерьер отделан в классицистической манере. Мебель принадлежала к ранним стилям. Стены украшали портреты и другая живопись, из скульптуры — мраморная Леда неизвестного автора. Почти всю правую часть паркового фасада занимала на первом этаже длинная столовая, где стены были украшены портретами польских королей, а в сервантах сохранялось фамильное серебро и французский фарфор. Жилые комнаты имели более современную мебель. Внутреннее убранство, мебель, большая часть имущества были вывезены в октябре 1939 года.
Строительство военного городка после Второй мировой войны на территории поместья и дворцово-паркового комплекса и, прежде всего, пристройка к дворцу значительно изменили архитектурно-планировочный ансамбль и непосредственно сам дворец.